# Крклец, Густав
Густав Крклец (хорв. Gustav Krklec 23 июня 1899, с. Удбиня, вблизи г. Карловац, теперь Хорватия — 30 октября 1977, Загреб, теперь Хорватия) — хорватский поэт, переводчик, член Югославской академии наук и искусств (с 1951 года).

## Жизнеописание
Учился в Загребском университете. С 1922 года жил в Белграде, работая секретарем на фондовой бирже и издателем в журнале Nolit.
В 1945 году Крклец вернулся в Загреб, где он работал редактором в нескольких издательских домах и журналах.
С 1951 года — член Югославской академии наук и искусств, в 1950-54 годах возглавлял Матицу хорватскую.
Густав Крклец — автор поэтических сборников «Лирика» (1919), «Серебряная дорога» (1921), «Любовь птиц» (1926), «Прогулка в небо» (1928). В годы реакции и немецкой оккупации в стихах Крклеца появились настроения безысходности, переживания за судьбу родины (сборники «Сон под березой», 1940, «Подарки Безымянной», 1942, «Тюрьма времени», 1944). Победу над нацизмом, послевоенную социальную перестройку в СФРЮ отразил в цикле стихов «Гомон жизни» (1955).
Человеческие чувства, родная природа, миссия поэта в обществе — основные темы поэзии Крклеца, большинство из которых написаны в форме сонета.
Легким юмором проникнута поэзия для детей («Телеграфные байки», 1952). Крклец является автором критических эссе, опубликованных под псевдонимом Мартин Липняк.

## Творчество
Поэтическое наследие Крклеца включает следующие издания:
- Lirika (1919)
- Srebrna cesta (1921)
- Nove pjesme (1923)
- Ljubav ptica (1926)
- Izlet u nebo (1928)
- San pod brezom (1940)
- Darovi za bezimenu (1942)
- Tamnica vremena (1944)

Он также автор критических статей, эссе и фельетонов:
- Lica i krajolici (1954)
- Pisma Martina Lipnjaka iz provincije (1956)
- Noćno iverje (1960)

Крклец написал роман Beskućnici (1921). Он также переводил с немецкого, русского, чешского и словенского языков.